# Janusz Kościelny
Janusz Kościelny (ur. 9 marca 1963 w Bytomiu) – były polski piłkarz, pomocnik przez wiele lat występujący w drużynie Polonii Bytom.

## Kariera klubowa
Piętnaście razy w sezonie 1986/1987 wystąpił w rozgrywkach polskiej Ekstraklasy.